# Ephies
Ephies is een kevergeslacht uit de familie van de boktorren (Cerambycidae). De wetenschappelijke naam van het geslacht werd voor het eerst geldig gepubliceerd in 1866 door Pascoe.

## Soorten
Ephies omvat de volgende soorten:
- Ephies abangae Vives, 2003
- Ephies alius Shimomura, 1988
- Ephies apicalis Kano, 1933
- Ephies coccineus Gahan, 1906
- Ephies cruentus Pascoe, 1866
- Ephies dilaticornis Pascoe, 1869
- Ephies gahani Gressitt, 1940
- Ephies gracilicornis Pic, 1923
- Ephies gressitti Vives, 2003
- Ephies hefferni Hayashi & Nara, 1996
- Ephies japonicus Nakane & Ohbayashi, 1961
- Ephies nagaii Ohbayashi & Satô, 1982
- Ephies nigrosericeus Hayashi, 1977
- Ephies philippensis Schwarzer, 1931
- Ephies schwarzeri Hayashi, 1968
- Ephies sericeus Fisher, 1936
- Ephies sulcipennis Bates, 1891
- Ephies taoi Shimomura, 1988
- Ephies thailandensis Hayashi & Villiers, 1989